# Denkmal für die Gefallenen des Feldartillerie-Regiments Nr. 102

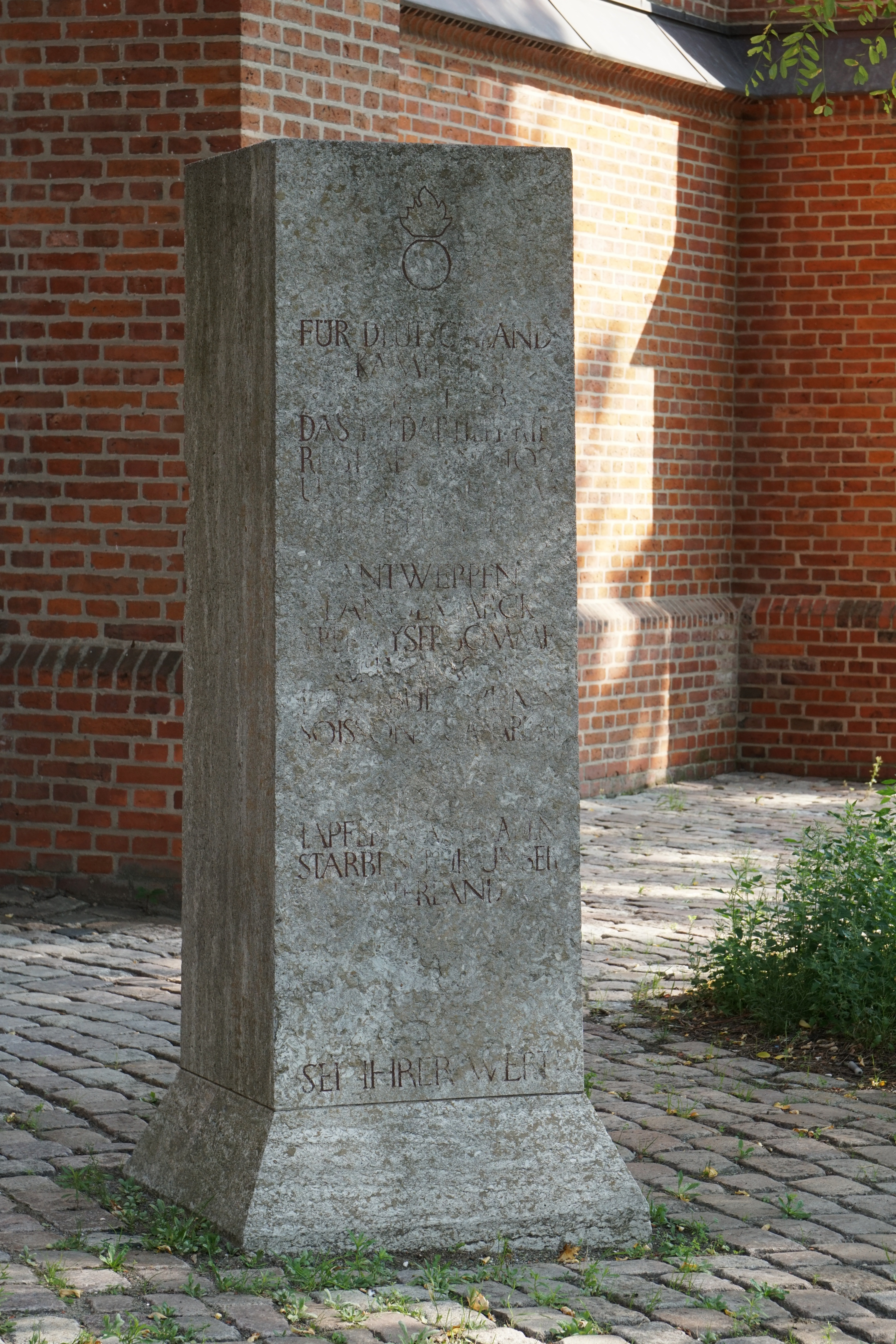
Vorderseite

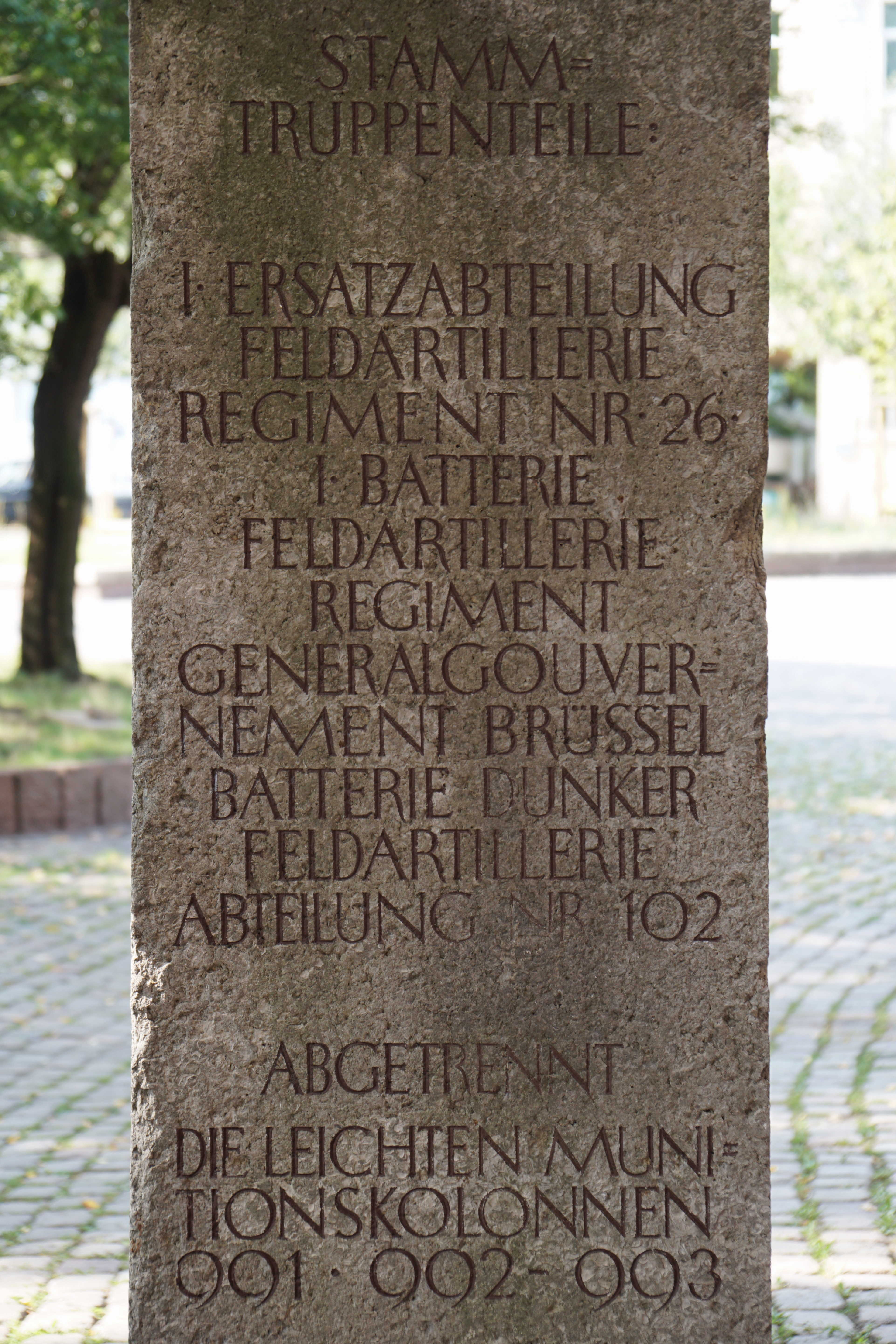
Inschrift auf der Rückseite

Das Denkmal für die Gefallenen des Feldartillerie-Regiments Nr. 102 ist eines von vier Gefallenendenkmälern in Hannover aus der Zeit des Nationalsozialismus. Es diente ähnlich wie die drei anderen Kriegerdenkmäler der Verherrlichung des Kriegstodes und als  Aufforderung an die junge Generation zur Nachfolge der im Ersten Weltkrieg gefallenen Soldaten.

## Geschichte und Beschreibung
Das Denkmal für die Gefallenen des Feldartillerie-Regiments 102 hat die Form eines senkrechten Quaders auf pyramidalen Sockel. Es wurde Am Klagesmarkt aufgestellt und laut der Bilduntertitelung einer Ansichtskarte am 14. November 1937 „eingeweiht“. Zu diesem Anlass paraphrasierten die örtlichen Zeitungen die gehaltenen Ansprachen nicht in der bis dahin zuvor bekannten Form. Auch die Gemeinde der Christuskirche beschränkte sich zu diesem Anlass auf das Läuten der Glocken des Kirchturms.
Unter einer stilisierten Kugel mit einer Flamme darüber als Symbol für die Ewige Flamme findet sich auf einer Seite des Kriegerdenkmals folgende Inschrift:

„Für Deutschland kämpften 1914–1918 das Feldartillerieregiment Nr. 102 und seine Stammtruppenteile.

Antwerpen Langemarck Ypern Yser Somme Champagne Dünaburg Reims Soissons Cambrai

172 tapfere Kameraden starben für unser Vaterland.

Sei ihrer wert!“

Auf der Rückseite der Stele konnte folgende Inschrift entziffert werden:

„Stamm-Truppenteile: I. Ersatzabteilung Feldartillerie Regiment Nr. 26 I. Batterie Feldartillerie Regiment Generalgouvernement Brüssel Batterie Dunker Feldartillerie Abteilung Nr. 102

Abgetrennt die leichten Munitionskolonnen 991 – 992 – 993“